# Uropelia campestris
Uropelia campestris е вид птица от семейство Гълъбови (Columbidae), единствен представител на род Uropelia.

## Разпространение
Видът е разпространен в Боливия и Бразилия.